# Haliotis scalaris
Haliotis scalaris (em inglês staircase abalone ou Emma's abalone) é uma espécie de molusco gastrópode marinho pertencente à família Haliotidae. Foi classificada por Leach, com a denominação Padollus scalaris, em 1814. É nativa do sudeste do oceano Índico, em águas rasas da Austrália.

## Descrição da concha
Haliotis scalaris apresenta concha oval e funda, com lábio externo pouco encurvado e com escultura característica, apresentando inúmeras ondulações e altas lamelas de crescimento e, principalmente, uma grande área elevada na região central da espiral, como uma corda, separando a área ondulada dos furos em sua periferia (tremata), que se apresentam abertos, em número de 5 ou 6, e extremamente elevados. Outra característica é a presença de três ondulações triangulares na área do lábio externo, em alguns indivíduos, o que lhe valeu as denominações Haliotis tricostalis Lamarck, 1822, e Haliotis tricostata W. Wood, 1828. Suas dimensões variam de 7 até pouco mais de 10 centímetros e são de coloração creme, com estrias em zigue-zague ou faixas de coloração alaranjada ou avermelhada. Região interna madreperolada, iridescente, apresentando o relevo da face externa visível, incluindo um canal interno na mesma área da elevação no centro de sua espiral.

## Distribuição geográfica
Haliotis scalaris ocorre em águas rasas da zona entremarés, entre as rochas, no sudeste do oceano Índico; na costa oeste e sul da Austrália e na região norte e leste da Tasmânia, onde se encontra sua subespécie Haliotis scalaris emmae Reeve, 1846 (Emma's abalone). Grandes espécimes desta concha, em boas condições, são difíceis de obter.